# Hành chính Việt Nam thời Tiền Lê
Hành chính Việt Nam thời Tiền Lê phản ánh bộ máy chính quyền từ trung ương tới địa phương của Việt Nam từ năm 980 đến năm 1009 trong lịch sử Việt Nam.

## Chính quyền trung ương
Sử sách ghi chép rất vắn tắt và không hệ thống về bộ máy chính quyền nhà Tiền Lê. Đương thời Lê Đại Hành có định đặt lại quan chức, có các chức danh như Thái sư, Thái úy, Tổng quản, Đô chỉ huy sứ, trong đó chức chức Đại Tổng quản đóng vai trò coi việc dân trong cả nước, như Tể tướng của triều đình. Triều Tiền Lê cũng được xác nhận là triều đại đầu tiên đặt chức quan đầu triều, người được phong chức là Từ Mục. Việc nội trị được vua phân quyền giao lại cho các quan lại đảm đương chứ không nắm hết như thời Đinh, còn việc đánh dẹp vẫn do vua thân chinh.
Việc lựa chọn quan lại chưa có chế độ rõ ràng, nắm quyền phần lớn là các tướng có công ngoài mặt trận hoặc các hoàng tử.
Tổ chức bộ máy nhà Tiền Lê tuy vẫn giản đơn nhưng được đánh giá có tiến bộ hơn so với nhà Đinh. Đó được xem là thể hiện bước quá độ sang thời kỳ phát triển cao hơn hơn theo hướng phong kiến hóa ngày càng vững chắc.
Kinh đô nhà Tiền Lê vẫn kế tục nhà Đinh đóng tại Hoa Lư. Theo ý kiến của các nhà nghiên cứu, kiến trúc xây dựng kinh thành Hoa Lư từ thời Tiền Lê đã có những công trình kiên cố, bề thế mà thời Đinh chưa có, nhờ vào quá trình sau hàng chục năm phục hồi, phát triển kinh tế thủ công nghiệp. Sử sách ghi nhận một số công trình cung điện xây dựng như điện Bách Bảo Thiên Tuế ở núi Đại Vân, cổ giác vàng bạc, làm nơi coi chầu; điện Phong Lưu, điện Tử Hoa, điện Bồng Lai, điện Cực Lạc, lầu Đại Vân, điện Trường Xuân, điện Long Bộc, mái lợp ngói bạc.

## Chính quyền địa phương
Lãnh thổ nhà Tiền Lê kế tục nhà Ngô và Đinh nằm trên 8 châu thời thuộc Đường là Giao, Lục, Phong, Ái, Hoan, Phúc Lộc, Trường, Diễn. Sử cũ không ghi chép đầy đủ, hệ thống về tên và vị trí các đơn vị hành chính ra sao. Đại Việt sử ký toàn thư ghi lại thời điểm điều chỉnh về hành chính của Lê Đại Hành vào tháng 3 năm 1002: ông đổi mười đạo thời Đinh làm lộ, phủ, châu.
Theo Nguyễn Trãi thì thời Tiền Lê có tổng số có trên 5 triệu đinh, nhưng các sử gia cho rằng con số này cao hơn thực tế.
Sử cũ ghi lại việc Lê Đại Hành phong vương và chia đất cho 11 hoàng tử như sau:
1. Lê Ngân Tích (Long Tích) làm Đông Thành vương
2. Lê Long Việt làm Nam Phong vương
3. Lê Long Đinh làm Ngự Man vương, đóng ở Phong Châu, tỉnh Thanh Hóa
4. Lê Long Đĩnh làm Khai Minh vương, đóng ở Đằng Châu, xã Bắc Kiên, Kim Động, Hải Dương
5. Lê Long Cân làm Ngự Bắc vương, đóng ở Phù Lan
6. Lê Long Tung làm Định Phiên vương, đóng ở Tư Doanh, Ngũ Huyện Giang, Thanh Hóa
7. Lê Long Tương làm Phó vương, đóng ở Đỗ Động Giang, Hà Tây cũ
8. Lê Long Kính làm Trung Quốc vương, đóng ở Càn Đà, Mạt Liên
9. Lê Long Mang làm Nam Quốc vương, đóng ở Vũ Lung
10. Lê Long Đề (Minh Đề) làm Hành Quân vương, đóng ở Bắc Ngạn, Cổ Lãm
11. Con nuôi làm Phù Đái vương, đóng ở Phù Đái

Ngoài ra, còn một số đơn vị hành chính lớn được sử nhắc đến trong thời kỳ này, không đầy đủ, bao gồm:
1. Phủ Đô hộ: là khu vực thành Đại La, tức một phần thành phố Hà Nội (chưa bao gồm phần mở rộng thuộc Hà Tây cũ)
2. Lộ Bắc Giang, tương đương tỉnh Bắc Giang, Bắc Ninh
3. Phong châu, tương đương vùng Phú Thọ, Vĩnh Phúc
4. Phủ Thái Bình (Đằng châu cũ), tương đương Hưng Yên hiện nay
5. Châu Ái, tương đương khu vực tỉnh Thanh Hóa
6. Châu Thái Nguyên, tương đương tỉnh Thái Nguyên, Bắc Kạn
7. Châu Hoan Đường tương đương tỉnh Nghệ An
8. Châu Thạch Hà tương đương với vùng Hà Tĩnh
9. Châu Đô Lương: chưa xác định được ở đâu
10. Châu Thiên Liễu: chưa xác định được ở đâu